# امانوئل سبان لاریا
امانوئل سبان لاریا یک فوتبالیست حرفه‌ای غنائی است. از سال ۲۰۱۹، او در Ococias Kyoto AC بازی می‌کند.